# Martín de Tours (Nueva Jerusalén)
Martín de Tours nacido como Antonio Lara Caballero o Antonio Lara Barajas es un obispo y líder religioso de la Iglesia Católica Tradicional de La Ermita de un rito católico fundamentalista asentada en la localidad de Nueva Jerusalén, Michoacán.